# Baga de la Païssa
La Baga de la Païssa, és una obaga del terme municipal de Monistrol de Calders, al Moianès.
Està situada a l'esquerra del torrent de Colljovà, a llevant de la masia de la Païssa, a la qual pertany, en el vessant nord de la serra que enllaça el Serrat de la Rectora, a ponent, els Salarots, el Pla del Sant i les Esqueroses, a llevant.